# Солинка (річка)
Солинка (пол. Solinka) — річка в гміні Солина Ліського повіту у східній Польщі. Ліва притока Сяну (басейн Балтійського моря).

## Опис
Довжина річки 45 км, найкоротша відстань між витоком і гирлом — 22,24 км, коефіцієнт звивистості річки — 2,03  площа басейну 380  км².

## Розташування
Бере початок на південно-західній стороні від Розтоки Горішні. Спочатку тече на північний захід через Солинку, там повертає і тече переважно на північний схід через Зубряче. У селі Буковець впадає у Солинське озеро (річка Сян).
Притоки: Розточка, Довжицька, Ветліна (ліві); Вовковийка (права).
Населені пункти вздовж берегової смуги: Майдан, Лишня, Тісна, Довжиця, Бук, Терка.

## Цікаві факти
- Біля села Лишня на річці Розточка розташований лісовий зоопарк (пол. Forest zoo in Liszna).[1]